# Ramp met de Larissa
De scheepsramp met de Larissa vond plaats op 7 november 1994 in de Noordzee. Omstreeks 17.40 uur werd de 41 meter lange Britse boomkorkotter FD 141 Larissa overvaren door de Maltezer bulkcarrier Hero, een schip van 141 meter lang. De Larissa had een Engelse eigenaar. De zes bemanningsleden waren afkomstig uit Urk, IJmuiden en Lemmer.
De ramp vond plaats op 20 kilometer ten noorden van Schiermonnikoog tijdens rustig weer (2 Beaufort), het zicht was in de zeegaten slecht, buitenwaarts iets beter. De Poolse kapitein van de Hero verklaarde later voor de Raad voor de Scheepvaart dat de kotter plotseling van koers veranderde in de drukke vaargeul. De Hero kon de Larissa niet meer ontwijken en raakte het vissersschip voor de stuurhut. De kotter zonk direct. De Hero liet een reddingboot te water om naar overlevenden te zoeken, maar dit bleek tevergeefs. Marineduikers haalden later vijf lichamen uit het gezonken vaartuig, de 35-jarige schipper bleef spoorloos.
Naar Urker gewoonte zochten op 11 november vele kotters naar de schipper, echter zonder resultaat. Eind december 1994 werd het schip gelicht en werd het stoffelijk overschot van kapitein Gerssen in de machinekamer aangetroffen.

## De Larissa
De Larissa werd in 1975 gebouwd bij Maaskant Shipyards als GO-31 Morgenster. Het schip had een motor van 1.760 pk, een van de grootste boomkorkotters van dat moment. In 1987 werd het schip verkocht naar Urk en omgenummerd naar UK-141 Jacob. In 1991 werd het schip omgevlagd en kwam het in de vaart als FD-141 Larissa. In dat jaar werd ook een nieuwe motor ingebouwd met 2.400 pk.